# Sierra Canyon School
Sierra Canyon School (SCS) es un colegio privado, mixto y diurno localizado en Chatsworth (Los Ángeles). Los estudiantes del SCS son inscritos en preescolar hasta el grado 12º.
SCS es acreditado por la Asociación de Escuelas Independientes de California (CAIS). SCS es miembro de la Asociación Nacional de Escuelas Independientes (NAIS) y de la Asociación de Escuelas y Universidades del Oeste (WASC)

## Historia
Sierra Canyon School fue creada por Mick Horwitz y Howard Wang. Sierra Canyon fue fundada en 1972 como el Sierra Canyon Day Camp, una empresa propietaria que se convirtió en el ímpetu de comenzar la escuela. En 1978, las necesidades del North San Fernando Valley estimularon la evolución de campamento de día al Sierra Canyon Elementary School. El colegio de primaria comenzó con 150 estudiantes, abarcando desde guardia hasta grado 6º.
En 1990, Sierra Canyon era la única escuela en Los Angeles, y la única escuela privada de California, en ser honrada como una Escuela Reconocida de Excelencia por el Departamento de Educación de los Estados Unidos. Los directores fundadores Mick Horwitz y Howard Wang y la directora Ann Gillinger recibieron el Premio Lazo Azul de Excelencia en Educación del Presidente George H. W. Bush en la Casa Blanca.
Para 2001, la escuela había crecido hasta casi 700 estudiantes desde guardería hasta grado 8º. No se había construido un instituto independiente, no sectario y mixto en San Fernando Valley desde 1961, mientras que en dicho tiempo la población de Valley habíacrecido un 60%. La necesidad de un instituto sugirió a los fundadores designar a Jim Skrumbis como cabeza de la escuela en 2004 para expandir y abrir la Escuela Superior. La nueva Escuela Superior se abrió en 2006, sirviendo a los grados 7º a 12º. Las escuelas superior e inferior se fusionaron y se incorporaron en una organización sin ánimo de lucro para guardería hasta grado 12º y se estableció a sí mismo como escuela preparatoria privada. Sierra Canyon graduó a su primera clase senior en junio de 2009.
SCS continuá el Sierra Canyon Day Camp cada verano.

## Programa educativo
Sierra Canyon School ofrece a todos los estudiantes un curriculum completo, aprobado por la Universidad de California, exhaustivo, y de cuatro años que incluye extensos honores y cursos de avanzada colocación. Al comienzo del séptimo grado, a cada estudiante se le asigna un tutor académico.

## Programa atlético
Sierra Canyon School participa en una amplia gama de actividades deportivas como miembro de la CIF Southern Section. Los equipos masculinos incluyen lacrosse, fútbol americano, béisbol, baloncesto, fútbol, tenis, campo a través, atletismo, y natación durante el año escolar. Las chicas tienen la oportunidad de competir en fútbol, baloncesto, tenis, softball, campo a través, atletismo, natación y voleibol.

## Datos del campus
El campus es similar a un parque, con más de 700 árboles, jardines arreglados, preciosas flores y diseñadas rutas a caballo que continúan hacia Brown’s Canyon. El campus inferior incluye un aula de informática, un aula de música y una biblioteca. El campus superior incluye un centro tecnológico, un centro de medios de comunicación para grabar películas digitales, un teatro caja negra, y la biblioteca del Familia Burtzloff. En la primavera de 2010, el Jardín Comunitario diseñado por estudiantes fue añadido al campus superior.

## Notables alumnos destacados
- Kendall Jenner, socialité, estrella de reality show, modelo y embajadora de la revista Seventeen.[1]
- Kylie Jenner, empresaria multimillonaria, socialité, estrella de reality show, modelo, y embajadora de Seventeen.[2]
- Ireland Baldwin, modelo e hija de los actores Alec Baldwin y Kim Basinger.
- Mia Malkova, actriz pornográfica.
- Willow Smith, cantante, actriz e hija de los actores Jada Pinkett Smith y Will Smith.
- Jaden Smith, cantante y actor, hijo de los actores Jada Pinkett Smith y Will Smith.
- Bronny James, jugador de basketball, hijo del baloncestista LeBron James.
- Genevieve Hannelius, actriz y cantante estadounidense.
- North West, miembro de la  Familia Kardashian, Hija de la empresaria, modelo y estrella de reality show Kim Kardashian, y del Rapero Kanye west.